# Anatole Saderman
Anatole Saderman (en ruso Анатоль Садерман, a veces también escrito Анатолий Садерман, Anatoli Saderman; nacido el 6 de marzo de 1904 en Moscú, Imperio ruso - fallecido el 31 de octubre de 1993 en Buenos Aires, Argentina) fue un fotógrafo ruso nacionalizado argentino especializado en retrato.

## Biografía
Nació en Moscú, donde realizó sus estudios básicos hasta que con catorce años emigró con su familia a Minsk, después a Lodz hasta que en 1921 se establecieron en Berlín. Tras la ascensión al poder de Hitler emigraron a Paraguay primero y posteriormente a Uruguay.
En 1926 realizó sus primeras fotografías y comenzó a aprender a realizar retratos de su maestro Nicolás Yaroboff en Montevideo mientras trabajaba de fotógrafo callejero.
En 1927 se trasladó a Asunción y abrió el estudio Electra que mantuvo hasta 1929.
En 1932 se trasladó a Buenos Aires ingresando en el estudio Van Dyck, pero dos años después abrió su propio estudio en Avenida Callao 1066.
En 1953 participa en el grupo «Carpeta de los diez» que fue un foro de debate y de intercambio de opiniones que realizó su primera exposición en 1954.
Entre 1962 y 1966 vivió en Roma exponiendo paisajes urbanos en la Galería Nova Pesa.
Tras su regreso a Argentina realiza numerosas exposiciones y trabajos. Algunos de sus retratos los realizó a artistas como Borges, Emil Ludwig, Pier Paolo Pasolini, Pablo Neruda, Benito Quinquela Martín, Alejandra Pizarnik, Carlos Alonso, Silvia Bergovoy, Antonio Berni, Raúl Soldi, Pablo Casals, Ernesto Sabato, Nicolás Guillén, María Elena Walsh y su amigo Humberto Rivas (fotógrafo). Entre otros fotógrafos con los que tenía relación se encuentran Grete Stern y Horacio Coppola.
Recibió el premio Konex en el año 1982. En 1984 fue nombrado «Ciudadano Ilustre de la Ciudad de Buenos Aires».

## Exposiciones (selección)
- 2012. "Paloma por Saderman". Centro Cultural de la Cooperación Floreal Gorini, Buenos Aires[5]
- 2013. "Anatole Saderman. Retratos, autorretratos + retratos". Centro Cultural Recoleta, Buenos Aires[6]
- 2017. "Teatro Popular Independiente Fray Mocho 1951-1962". Centro Cultural de la Cooperación Floreal Gorini, Buenos Aires.